# Шацхоцринская (пещера)
Шацхоцринская — пещера в Абхазии, в Гудаутском районе частично признанной Республики Абхазия, согласно административному делению Грузии — в Гудаутском муниципалитете Абхазской Автономной Республики.
Расположена на западном участке Бзыбского массива Кавказских гор. 
Протяжённость — 585 м, проективная длина — 260 м, глубина — 181 м, площадь — 980 м², объём — 7700 м³, высота входа — около 2200 м.

## Сложности прохождения пещеры
Категория сложности 2Б.

## История исследования
Шахта открыта и исследована в 1972 году экспедицией томских спелеологов (рук. В. Д. Чуйков).